# Richard McTaggart
Pour les articles homonymes, voir McTaggart.
Richard McTaggart, dit Dick McTaggart, est un boxeur britannique né le 15 octobre 1935 à Dundee (Écosse) et mort le 9 mars 2025.

## Carrière
Trois fois champion britannique de boxe amateur des poids légers en 1956, 1958 et 1960, Richard McTaggart devient champion olympique de la catégorie aux Jeux de Melbourne en 1956 en s'imposant en finale contre l'Allemand Harry Kurschat. Médaillé de bronze aux Jeux de Rome en 1960, McTaggart remporte également au cours de sa carrière le titre européen en 1961 et deux titres britanniques des super-légers en 1963 et 1965.

## Parcours aux Jeux olympiques
Jeux olympiques d'été de 1956 à Melbourne (poids légers) :
- Bat Chandrasena Jayasuriya (Ceylan) aux points
- Bat Andre Vairolatto (France) aux points
- Bat Anatoly Lagetko (URSS) aux points
- Bat Harry Kurschat (Allemagne) aux points

 Jeux olympiques d'été de 1960 à Rome (poids légers) :
- Bat Bhodi Sooknoi (Thaïlande) 5-0
- Bat Eddie Blay (Ghana) 5-0
- Bat Ferenc Kellner (Hongrie) 3-2
- Perd contre Kazimierz Paździor (Pologne) 2-3